# Gabriela Tanner
Gabriela Tanner (* 3. Juli 1967 in Zürich) ist eine Schweizer Jazz- und Improvisationsmusikerin (Gesang, auch Piano, Komposition), die auch Chansons interpretierte und als Schauspielerin aktiv war.

## Leben und Wirken
Tanner absolvierte nach einer Tätigkeit als Schauspielerin ein Studium in Boston am Berklee College of Music und am Boston Conservatory. Während der Studienzeit erhielt sie die Auszeichnungen der Annual Songwriting Competition und den Solo and Ensemble Award.
1996 erfolgte die Produktion des Albums Überseebrief mit eigenen Kompositionen, die Tanner anschliessend auf einer Tournee in der Schweiz vorstellte. Weiterhin war sie als Künstlerische Leiterin des Theaters Ludwig 2 in Zürich tätig und leitete künstlerisch die Produktion Das grosse Heft am Zürcher Theater Spektakel 1996. Auch in den darauf folgenden Jahren war sie als Theatermusikerin tätig, stellte aber auch ihre eigenen Chanson-Programme Herzland sowie Sag nicht immer Sie zu mir mit ihrem Quartett vor. 1999 stellte sie mit ihrem Gabriela-Tanner-Jazz-Quintett das Programm Orange Juice for One vor, das 2001 als Album bei Elite veröffentlicht wurde. Daneben trat sie im Liederprogramm Heut lieb ich meinen Schreiner! mit Chansons (mit Texten von Peter Zeindler und der Musik von Emil Moser) auf. 2004 spielte und sang sie in der musikalischen Kriminalkomödie Dichter morden nicht! von Peter Zeindler im Zürcher Theater am Hechtplatz, für die sie auch komponierte. 2006 gründete sie ihr Kammer Jazz Trio; 2007 entstand im Duo mit dem Pianisten Jürg Rickli ihre CD Nearer, Ballads.
Zwischen 2008 und 2011 arbeitete sie als Sängerin mit der Swingtime Big Band. 2013 trat sie im Projekt «Die Auferstehung der Klänge» im Duo mit dem Obertonsänger Michael Vetter auf. Aus freien Gesangsimprovisationen mit weiteren Solisten und dem Publikum in der Zürcher Predigerkirche, die sie bereits seit 2010 durchführte, entstand 2017/2018 ihre CD Momentaufnahme. Im Duo mit dem Akkordeonisten Oleg Lips präsentiert sie deutsche und französische Chansons, russische Volkslieder und kabarettistische Jazzeinlagen.
Tanner war ausserdem tätig als Lehrerin für Gesang und Performance an der Jazzschule Zürich; sie ist freischaffende Gesangs- bzw. Stimm-Improvisationslehrerin und Coach von Chören. Seit 2008 tätig als Klangheilerin.

## Diskographische Hinweise
- Orange Juice for One (Jazz Elite Special 2001, mit Stefan Schlegel, Alessandro d’Episcopo, Roman Dylag, Robi Mark)
- Momentaufnahme (2018, mit Susanne Petersen, Lea Sonderegger, Hubert Michael Saladin, sowie Priska Walss, Tony Majdalani, Ambrosius Huber, Malin Schell, Noemie Schneeberger, Estheranna Stäuble und Publikum)